# VM i e-cykling 2020
VM i e-cykling 2020 var den første udgave af UCI Cycling Esports World Championships. Det blev kørt på den virtuelle ø Watopia over en distance på 50,035 km den 9. december 2020, på den digitale platform Zwift. Mænd og kvinder kørte samme rute og distance, og de havde ens præmiepenge i deres kategorier. Vinderne fik desuden en nydesignet regnbuefarvet verdensmestertrøje fra UCI.
Hver nation havde af UCI fået tildelt et antal pladser alt efter hvor mange registrerede ryttere landene havde. Desuden tildelte UCI wildcards. Danmark havde fra starten fået tildelt tre pladser til herrerne og ingen til damerne. Herrerne blev af Danmarks Cykle Union udtaget via VM-iagttagelsesløb. UCI valgte efterfølgende i første omgange at tildele Danmark to pladser til damerne, så Fie Østerby og Marie-Louise Hartz Krogager kunne komme med. I slutningen af november 2020 spurgte UCI Annika Langvad og Michael Valgren om de ville have et wildcard til løbet, hvilket de accepterede. De danske ryttere, undtaget Fie Østerby, Annika Langvad og Michael Valgren, kørte løbet fra Danmarks største idrætscenter, Grøndal MultiCenter i Bellahøj.
Hos damerne vandt den sydafrikanske rytter Ashleigh Moolman-Pasio løbet, foran Sarah Gigante fra Australien og svenske Cecilia Hansen. Annika Langvad blev med sjettepladsen bedste dansker.
I mændenes løb vandt danske Anders Foldager sølvmedalje og Nicklas Amdi Pedersen bronze. De blev kun overgået af den nye verdensmester Jason Osborne fra Tyskland.

## Præmiepenge
- 1. plads: €8.000
- 2. plads: €4.000
- 3. plads: €2.000

## Damer

### Resultater
| \| Samlede stilling \| Samlede stilling \| Samlede stilling \| Samlede stilling \| Samlede stilling \| \| Rytter \| Rytter \| Hold \| Tid \| \| \| ---------------- \| ---------------------- \| ---------------- \| ---------------- \| ---------------- \| \| 1. \| Ashleigh Moolman-Pasio \| Sydafrika \| 1t 12' 27" \| \| \| 2. \| Sarah Gigante \| Australien \| + 0" \| \| \| 3. \| Cecilia Hansen \| Sverige \| + 1" \| \| \| 4. \| Lauren Stephens \| USA \| + 1" \| \| \| 5. \| Jacqueline Godbe \| USA \| + 1" \| \| \| 6. \| Annika Langvad \| Danmark \| + 1" \| \| \| 7. \| Laura Matsen Ko \| USA \| + 1" \| \| \| 8. \| Emma Belforth \| Sverige \| + 1" \| \| \| 9. \| Kristen Kulchinsky \| USA \| + 5" \| \| \| 10. \| Bre Vine \| Australien \| + 6" \| \| |                        |            |            |
| |                        |            |            |
| |                        |            |            |
| Samlede stilling |                        |            |            |
| Rytter | Rytter                 | Hold       | Tid        |
| 1. | Ashleigh Moolman-Pasio | Sydafrika  | 1t 12' 27" |
| 2. | Sarah Gigante          | Australien | + 0"       |
| 3. | Cecilia Hansen         | Sverige    | + 1"       |
| 4. | Lauren Stephens        | USA        | + 1"       |
| 5. | Jacqueline Godbe       | USA        | + 1"       |
| 6. | Annika Langvad         | Danmark    | + 1"       |
| 7. | Laura Matsen Ko        | USA        | + 1"       |
| 8. | Emma Belforth          | Sverige    | + 1"       |
| 9. | Kristen Kulchinsky     | USA        | + 5"       |
| 10. | Bre Vine               | Australien | + 6"       |

### Hold og ryttere
| Landshold (19)- Australien - Belgien - Canada - Colombia - Danmark - Frankrig - Storbritannien - Spanien - Tyskland - Italien - Japan - Holland - Norge - New Zealand - Polen - Portugal - Sydafrika - Sverige - USA |
| |

### Danske ryttere
| Danske ryttere på startlisten |           |
| Rytter                        | Placering |
| Marie-Louise Hartz Krogager   | 28        |
| Annika Langvad                | 6         |
| Fie Østerby                   | 16        |

* DNF = gennemførte ikke

### Startliste
| Australien AUS | Australien AUS     | Australien AUS |
| -------------- | ------------------ | -------------- |
| Nr.            | Rytter             | Placering      |
| 1              | Justine Barrow     | 13.            |
| 1              | Bre Vine           | 10.            |
| 1              | Vicktoria Whitelaw | 39.            |
| 1              | Jessica Pratt      | 37.            |
| 1              | Sarah Gigante      | 2.             |
| 1              | Bree Wilson        | 31.            |

| Belgien BEL | Belgien BEL | Belgien BEL |
| ----------- | ----------- | ----------- |
| Nr.         | Rytter      | Placering   |
| 2           | Mieke Docx  | 40.         |

| Canada CAN | Canada CAN         | Canada CAN |
| ---------- | ------------------ | ---------- |
| Nr.        | Rytter             | Placering  |
| 3          | Olivia Baril       | 23.        |
| 3          | Angela Naeth       | 34.        |
| 3          | Georgia Simmerling | 18.        |

| Colombia COL | Colombia COL   | Colombia COL |
| ------------ | -------------- | ------------ |
| Nr.          | Rytter         | Placering    |
| 4            | Natalia Franco | 38.          |

| Danmark DEN | Danmark DEN                 | Danmark DEN |
| ----------- | --------------------------- | ----------- |
| Nr.         | Rytter                      | Placering   |
| 5           | Fie Østerby                 | 16.         |
| 5           | Annika Langvad              | 6.          |
| 5           | Marie-Louise Hartz Krogager | 28.         |

| Spanien ESP | Spanien ESP      | Spanien ESP |
| ----------- | ---------------- | ----------- |
| Nr.         | Rytter           | Placering   |
| 6           | Lourdes Oyarbide | 47.         |

| Frankrig FRA | Frankrig FRA | Frankrig FRA |
| ------------ | ------------ | ------------ |
| Nr.          | Rytter       | Placering    |
| 7            | Marie Le Net | DNF          |

| Storbritannien GBR | Storbritannien GBR | Storbritannien GBR |
| ------------------ | ------------------ | ------------------ |
| Nr.                | Rytter             | Placering          |
| 8                  | Anna Henderson     | 14.                |
| 8                  | Sarah Storey       | 35.                |
| 8                  | Dani Christmas     | 17.                |
| 8                  | Louise Bates       | 15.                |
| 8                  | Megan Barker       | 37.                |
| 8                  | Elinor Barker      | 22.                |

| Tyskland GER | Tyskland GER   | Tyskland GER |
| ------------ | -------------- | ------------ |
| Nr.          | Rytter         | Placering    |
| 9            | Christa Riffel | 47.          |
| 9            | Hannah Ludwig  | 11.          |
| 9            | Finja Smekal   | 43.          |
| 9            | Lisa Brennauer | 42.          |
| 9            | Tanja Erath    | 20.          |

| Italien ITA | Italien ITA    | Italien ITA |
| ----------- | -------------- | ----------- |
| Nr.         | Rytter         | Placering   |
| 10          | Martina Alzini | 43.         |

| Japan JPN | Japan JPN     | Japan JPN |
| --------- | ------------- | --------- |
| Nr.       | Rytter        | Placering |
| 11        | Eri Yonamine  | 48.       |
| 11        | Shoko Kashiki | 27.       |

| Holland NED | Holland NED          | Holland NED |
| ----------- | -------------------- | ----------- |
| Nr.         | Rytter               | Placering   |
| 12          | Kirsten Wild         | 45.         |
| 12          | Annemiek van Vleuten | DQ          |
| 12          | Anna van der Breggen | DQ          |

| Norge NOR | Norge NOR           | Norge NOR |
| --------- | ------------------- | --------- |
| Nr.       | Rytter              | Placering |
| 13        | Kristin Lucie Falck | 32.       |
| 13        | Borghild Løvset     | 24.       |

| New Zealand NZL | New Zealand NZL | New Zealand NZL |
| --------------- | --------------- | --------------- |
| Nr.             | Rytter          | Placering       |
| 14              | Ella Harris     | 29.             |

| Polen POL | Polen POL       | Polen POL |
| --------- | --------------- | --------- |
| Nr.       | Rytter          | Placering |
| 15        | Magdalena Czusz | 49.       |
| 15        | Aurela Nerlo    | 33.       |
| 15        | Sonia Cięciel   | 30.       |

| Portugal POR | Portugal POR  | Portugal POR |
| ------------ | ------------- | ------------ |
| Nr.          | Rytter        | Placering    |
| 16           | María Martins | 46.          |

| Sydafrika RSA | Sydafrika RSA          | Sydafrika RSA |
| ------------- | ---------------------- | ------------- |
| Nr.           | Rytter                 | Placering     |
| 17            | Ashleigh Moolman-Pasio | 1.            |

| Sverige SWE | Sverige SWE      | Sverige SWE |
| ----------- | ---------------- | ----------- |
| Nr.         | Rytter           | Placering   |
| 18          | Cecilia Hansen   | 3.          |
| 18          | Marlene Bjärehed | 36.         |
| 18          | Emma Belforth    | 8.          |

| USA USA | USA USA                 | USA USA   |
| ------- | ----------------------- | --------- |
| Nr.     | Rytter                  | Placering |
| 19      | Courtney Nelson         | 12.       |
| 19      | Lauren Stephens         | 4.        |
| 19      | Shayna Powless          | 21.       |
| 19      | Laura Matsen Ko         | 7.        |
| 19      | Jacqueline Godbe        | 5.        |
| 19      | Kristen Faulkner        | 19.       |
| 19      | Kristen Kulchinsky      | 9.        |
| 19      | Kristabel Doebel-Hickok | 26.       |
| 19      | Christie Tracy          | 25.       |

| Australien AUS | Australien AUS     | Australien AUS |
| -------------- | ------------------ | -------------- |
| Nr.            | Rytter             | Placering      |
| 1              | Justine Barrow     | 13.            |
| 1              | Bre Vine           | 10.            |
| 1              | Vicktoria Whitelaw | 39.            |
| 1              | Jessica Pratt      | 37.            |
| 1              | Sarah Gigante      | 2.             |
| 1              | Bree Wilson        | 31.            |

| Belgien BEL | Belgien BEL | Belgien BEL |
| ----------- | ----------- | ----------- |
| Nr.         | Rytter      | Placering   |
| 2           | Mieke Docx  | 40.         |

| Canada CAN | Canada CAN         | Canada CAN |
| ---------- | ------------------ | ---------- |
| Nr.        | Rytter             | Placering  |
| 3          | Olivia Baril       | 23.        |
| 3          | Angela Naeth       | 34.        |
| 3          | Georgia Simmerling | 18.        |

| Colombia COL | Colombia COL   | Colombia COL |
| ------------ | -------------- | ------------ |
| Nr.          | Rytter         | Placering    |
| 4            | Natalia Franco | 38.          |

| Danmark DEN | Danmark DEN                 | Danmark DEN |
| ----------- | --------------------------- | ----------- |
| Nr.         | Rytter                      | Placering   |
| 5           | Fie Østerby                 | 16.         |
| 5           | Annika Langvad              | 6.          |
| 5           | Marie-Louise Hartz Krogager | 28.         |

| Spanien ESP | Spanien ESP      | Spanien ESP |
| ----------- | ---------------- | ----------- |
| Nr.         | Rytter           | Placering   |
| 6           | Lourdes Oyarbide | 47.         |

| Frankrig FRA | Frankrig FRA | Frankrig FRA |
| ------------ | ------------ | ------------ |
| Nr.          | Rytter       | Placering    |
| 7            | Marie Le Net | DNF          |

| Storbritannien GBR | Storbritannien GBR | Storbritannien GBR |
| ------------------ | ------------------ | ------------------ |
| Nr.                | Rytter             | Placering          |
| 8                  | Anna Henderson     | 14.                |
| 8                  | Sarah Storey       | 35.                |
| 8                  | Dani Christmas     | 17.                |
| 8                  | Louise Bates       | 15.                |
| 8                  | Megan Barker       | 37.                |
| 8                  | Elinor Barker      | 22.                |

| Tyskland GER | Tyskland GER   | Tyskland GER |
| ------------ | -------------- | ------------ |
| Nr.          | Rytter         | Placering    |
| 9            | Christa Riffel | 47.          |
| 9            | Hannah Ludwig  | 11.          |
| 9            | Finja Smekal   | 43.          |
| 9            | Lisa Brennauer | 42.          |
| 9            | Tanja Erath    | 20.          |

| Italien ITA | Italien ITA    | Italien ITA |
| ----------- | -------------- | ----------- |
| Nr.         | Rytter         | Placering   |
| 10          | Martina Alzini | 43.         |

| Japan JPN | Japan JPN     | Japan JPN |
| --------- | ------------- | --------- |
| Nr.       | Rytter        | Placering |
| 11        | Eri Yonamine  | 48.       |
| 11        | Shoko Kashiki | 27.       |

| Holland NED | Holland NED          | Holland NED |
| ----------- | -------------------- | ----------- |
| Nr.         | Rytter               | Placering   |
| 12          | Kirsten Wild         | 45.         |
| 12          | Annemiek van Vleuten | DQ          |
| 12          | Anna van der Breggen | DQ          |

| Norge NOR | Norge NOR           | Norge NOR |
| --------- | ------------------- | --------- |
| Nr.       | Rytter              | Placering |
| 13        | Kristin Lucie Falck | 32.       |
| 13        | Borghild Løvset     | 24.       |

| New Zealand NZL | New Zealand NZL | New Zealand NZL |
| --------------- | --------------- | --------------- |
| Nr.             | Rytter          | Placering       |
| 14              | Ella Harris     | 29.             |

| Polen POL | Polen POL       | Polen POL |
| --------- | --------------- | --------- |
| Nr.       | Rytter          | Placering |
| 15        | Magdalena Czusz | 49.       |
| 15        | Aurela Nerlo    | 33.       |
| 15        | Sonia Cięciel   | 30.       |

| Portugal POR | Portugal POR  | Portugal POR |
| ------------ | ------------- | ------------ |
| Nr.          | Rytter        | Placering    |
| 16           | María Martins | 46.          |

| Sydafrika RSA | Sydafrika RSA          | Sydafrika RSA |
| ------------- | ---------------------- | ------------- |
| Nr.           | Rytter                 | Placering     |
| 17            | Ashleigh Moolman-Pasio | 1.            |

| Sverige SWE | Sverige SWE      | Sverige SWE |
| ----------- | ---------------- | ----------- |
| Nr.         | Rytter           | Placering   |
| 18          | Cecilia Hansen   | 3.          |
| 18          | Marlene Bjärehed | 36.         |
| 18          | Emma Belforth    | 8.          |

| USA USA | USA USA                 | USA USA   |
| ------- | ----------------------- | --------- |
| Nr.     | Rytter                  | Placering |
| 19      | Courtney Nelson         | 12.       |
| 19      | Lauren Stephens         | 4.        |
| 19      | Shayna Powless          | 21.       |
| 19      | Laura Matsen Ko         | 7.        |
| 19      | Jacqueline Godbe        | 5.        |
| 19      | Kristen Faulkner        | 19.       |
| 19      | Kristen Kulchinsky      | 9.        |
| 19      | Kristabel Doebel-Hickok | 26.       |
| 19      | Christie Tracy          | 25.       |

## Herrer

### Resultater
| \| Samlede stilling \| Samlede stilling \| Samlede stilling \| Samlede stilling \| Samlede stilling \| \| Rytter \| Rytter \| Hold \| Tid \| \| \| ---------------- \| ----------------------- \| ---------------- \| ---------------- \| ---------------- \| \| 1. \| Jason Osborne \| Tyskland \| 1t 05' 15" \| \| \| 2. \| Anders Foldager \| Danmark \| + 1" \| \| \| 3. \| Nicklas Amdi Pedersen \| Danmark \| + 2" \| \| \| 4. \| Ollie Jones \| New Zealand \| + 2" \| \| \| 5. \| Benjamin Hill \| Australien \| + 2" \| \| \| 6. \| Lionel Vujasin \| Belgien \| + 2" \| \| \| 7. \| Matteo Dal-Cin \| Canada \| + 2" \| \| \| 8. \| Freddy Ovett \| Australien \| + 3" \| \| \| 9. \| Ryan Larson \| USA \| + 3" \| \| \| 10. \| Jonas Iversby Hvideberg \| Norge \| + 3" \| \| |                         |             |            |
| |                         |             |            |
| |                         |             |            |
| Samlede stilling |                         |             |            |
| Rytter | Rytter                  | Hold        | Tid        |
| 1. | Jason Osborne           | Tyskland    | 1t 05' 15" |
| 2. | Anders Foldager         | Danmark     | + 1"       |
| 3. | Nicklas Amdi Pedersen   | Danmark     | + 2"       |
| 4. | Ollie Jones             | New Zealand | + 2"       |
| 5. | Benjamin Hill           | Australien  | + 2"       |
| 6. | Lionel Vujasin          | Belgien     | + 2"       |
| 7. | Matteo Dal-Cin          | Canada      | + 2"       |
| 8. | Freddy Ovett            | Australien  | + 3"       |
| 9. | Ryan Larson             | USA         | + 3"       |
| 10. | Jonas Iversby Hvideberg | Norge       | + 3"       |

### Hold og ryttere
| Landshold (21)- Australien - Belgien - Canada - Colombia - Danmark - Frankrig - Storbritannien - Spanien - Tyskland - Irland - Italien - Japan - Norge - New Zealand - Polen - Portugal - Sydafrika - Schweiz - Sverige - USA - Østrig |
| |

### Danske ryttere
| Danske ryttere på startlisten |           |
| Rytter                        | Placering |
| Nicklas Amdi Pedersen         | 3         |
| Anders Foldager               | 2         |
| Frederik Muff                 | 29        |
| Michael Valgren               | 43        |

* DNF = gennemførte ikke

### Startliste
| Australien AUS | Australien AUS | Australien AUS |
| -------------- | -------------- | -------------- |
| Nr.            | Rytter         | Placering      |
| 1              | William Clarke | DQ             |
| 1              | Cooper Sayers  | 56.            |
| 1              | Nicholas White | DNF            |
| 1              | Freddy Ovett   | 8.             |
| 1              | Jay Vine       | DNF            |
| 1              | Jack Haig      | 59.            |
| 1              | Benjamin Hill  | 5.             |

| Belgien BEL | Belgien BEL           | Belgien BEL |
| ----------- | --------------------- | ----------- |
| Nr.         | Rytter                | Placering   |
| 2           | Julien Van Den Brande |             |
| 2           | Harm Vanhoucke        |             |
| 2           | Lionel Vujasin        |             |
| 2           | Lennert Teugels       |             |
| 2           | Thomas De Gendt       |             |
| 2           | Maximilien Picoux     |             |
| 2           | Eli Iserbyt           |             |
| 2           | Victor Campenaerts    |             |
| 2           | Jens Schuermans       |             |

| Canada CAN | Canada CAN               | Canada CAN |
| ---------- | ------------------------ | ---------- |
| Nr.        | Rytter                   | Placering  |
| 3          | Matteo Dal-Cin           |            |
| 3          | Lionel Sanders           |            |
| 3          | Pier-André Côté          |            |
| 3          | Jordan Cheyne            |            |
| 3          | Charles-Étienne Chrétien |            |

| Colombia COL | Colombia COL   | Colombia COL |
| ------------ | -------------- | ------------ |
| Nr.          | Rytter         | Placering    |
| 4            | Rigoberto Urán |              |
| 4            | Esteban Chaves |              |

| Danmark DEN | Danmark DEN           | Danmark DEN |
| ----------- | --------------------- | ----------- |
| Nr.         | Rytter                | Placering   |
| 5           | Nicklas Amdi Pedersen |             |
| 5           | Michael Valgren       |             |
| 5           | Anders Foldager       |             |
| 5           | Frederik Muff         |             |

| Spanien ESP | Spanien ESP         | Spanien ESP |
| ----------- | ------------------- | ----------- |
| Nr.         | Rytter              | Placering   |
| 6           | Víctor de la Parte  |             |
| 6           | Carlos Barbero      |             |
| 6           | Juan Pedro López    |             |
| 6           | Luis Ángel Maté     |             |
| 6           | Iván García Cortina |             |

| Frankrig FRA | Frankrig FRA  | Frankrig FRA |
| ------------ | ------------- | ------------ |
| Nr.          | Rytter        | Placering    |
| 7            | Jordan Sarrou |              |

| Storbritannien GBR | Storbritannien GBR | Storbritannien GBR |
| ------------------ | ------------------ | ------------------ |
| Nr.                | Rytter             | Placering          |
| 8                  | Tom Pidcock        |                    |
| 8                  | Andrew Tennant     |                    |
| 8                  | Max Stedman        |                    |
| 8                  | Robert Scott       |                    |
| 8                  | Ed Clancy          |                    |

| Tyskland GER | Tyskland GER     | Tyskland GER |
| ------------ | ---------------- | ------------ |
| Nr.          | Rytter           | Placering    |
| 9            | Jonas Rapp       |              |
| 9            | Jason Osborne    |              |
| 9            | Miguel Heidemann |              |
| 9            | Lucas Carstensen |              |
| 9            | Jonas Koch       |              |

| Irland IRL | Irland IRL             | Irland IRL |
| ---------- | ---------------------- | ---------- |
| Nr.        | Rytter                 | Placering  |
| 10         | Christopher McGlinchey |            |

| Italien ITA | Italien ITA         | Italien ITA |
| ----------- | ------------------- | ----------- |
| Nr.         | Rytter              | Placering   |
| 11          | Domenico Pozzovivo  |             |
| 11          | Michele Scartezzini |             |
| 11          | Francesco Lamon     |             |

| Japan JPN | Japan JPN       | Japan JPN |
| --------- | --------------- | --------- |
| Nr.       | Rytter          | Placering |
| 12        | Fumiyuki Beppu  |           |
| 12        | Nariyuki Masuda |           |

| Norge NOR | Norge NOR               | Norge NOR |
| --------- | ----------------------- | --------- |
| Nr.       | Rytter                  | Placering |
| 13        | Jonas Iversby Hvideberg |           |
| 13        | Vidar Mehl              |           |
| 13        | Edvald Boasson Hagen    |           |

| New Zealand NZL | New Zealand NZL | New Zealand NZL |
| --------------- | --------------- | --------------- |
| Nr.             | Rytter          | Placering       |
| 14              | Ollie Jones     |                 |

| Polen POL | Polen POL             | Polen POL |
| --------- | --------------------- | --------- |
| Nr.       | Rytter                | Placering |
| 15        | Patryk Stosz          |           |
| 15        | Adam Stachowiak       |           |
| 15        | Wojciech Pszczolarski |           |
| 15        | Michał Kamiński       |           |
| 15        | Marceli Bogusławski   |           |
| 15        | Paweł Bernas          |           |

| Portugal POR | Portugal POR     | Portugal POR |
| ------------ | ---------------- | ------------ |
| Nr.          | Rytter           | Placering    |
| 16           | Carlos Salgueiro |              |
| 16           | Jorge Magalhães  |              |

| Sydafrika RSA | Sydafrika RSA | Sydafrika RSA |
| ------------- | ------------- | ------------- |
| Nr.           | Rytter        | Placering     |
| 17            | Ryan Gibbons  |               |
| 17            | Daryl Impey   |               |

| Schweiz SUI | Schweiz SUI  | Schweiz SUI |
| ----------- | ------------ | ----------- |
| Nr.         | Rytter       | Placering   |
| 18          | Lars Forster |             |

| Sverige SWE | Sverige SWE      | Sverige SWE |
| ----------- | ---------------- | ----------- |
| Nr.         | Rytter           | Placering   |
| 19          | Johan Norén      |             |
| 19          | Samuel Brännlund |             |
| 19          | Olof Åström      |             |

| USA USA | USA USA         | USA USA   |
| ------- | --------------- | --------- |
| Nr.     | Rytter          | Placering |
| 20      | Tanner Ward     |           |
| 20      | Cory Williams   |           |
| 20      | Tyler Williams  |           |
| 20      | Ryan Larson     |           |
| 20      | Jadon Jaeger    |           |
| 20      | Lawson Craddock |           |
| 20      | Holden Comeau   |           |
| 20      | Brian Hodges    |           |

| Østrig AUT | Østrig AUT      | Østrig AUT |
| ---------- | --------------- | ---------- |
| Nr.        | Rytter          | Placering  |
| 21         | Felix Ritzinger |            |
| 21         | Moran Vermeulen |            |

| Australien AUS | Australien AUS | Australien AUS |
| -------------- | -------------- | -------------- |
| Nr.            | Rytter         | Placering      |
| 1              | William Clarke | DQ             |
| 1              | Cooper Sayers  | 56.            |
| 1              | Nicholas White | DNF            |
| 1              | Freddy Ovett   | 8.             |
| 1              | Jay Vine       | DNF            |
| 1              | Jack Haig      | 59.            |
| 1              | Benjamin Hill  | 5.             |

| Belgien BEL | Belgien BEL           | Belgien BEL |
| ----------- | --------------------- | ----------- |
| Nr.         | Rytter                | Placering   |
| 2           | Julien Van Den Brande |             |
| 2           | Harm Vanhoucke        |             |
| 2           | Lionel Vujasin        |             |
| 2           | Lennert Teugels       |             |
| 2           | Thomas De Gendt       |             |
| 2           | Maximilien Picoux     |             |
| 2           | Eli Iserbyt           |             |
| 2           | Victor Campenaerts    |             |
| 2           | Jens Schuermans       |             |

| Canada CAN | Canada CAN               | Canada CAN |
| ---------- | ------------------------ | ---------- |
| Nr.        | Rytter                   | Placering  |
| 3          | Matteo Dal-Cin           |            |
| 3          | Lionel Sanders           |            |
| 3          | Pier-André Côté          |            |
| 3          | Jordan Cheyne            |            |
| 3          | Charles-Étienne Chrétien |            |

| Colombia COL | Colombia COL   | Colombia COL |
| ------------ | -------------- | ------------ |
| Nr.          | Rytter         | Placering    |
| 4            | Rigoberto Urán |              |
| 4            | Esteban Chaves |              |

| Danmark DEN | Danmark DEN           | Danmark DEN |
| ----------- | --------------------- | ----------- |
| Nr.         | Rytter                | Placering   |
| 5           | Nicklas Amdi Pedersen |             |
| 5           | Michael Valgren       |             |
| 5           | Anders Foldager       |             |
| 5           | Frederik Muff         |             |

| Spanien ESP | Spanien ESP         | Spanien ESP |
| ----------- | ------------------- | ----------- |
| Nr.         | Rytter              | Placering   |
| 6           | Víctor de la Parte  |             |
| 6           | Carlos Barbero      |             |
| 6           | Juan Pedro López    |             |
| 6           | Luis Ángel Maté     |             |
| 6           | Iván García Cortina |             |

| Frankrig FRA | Frankrig FRA  | Frankrig FRA |
| ------------ | ------------- | ------------ |
| Nr.          | Rytter        | Placering    |
| 7            | Jordan Sarrou |              |

| Storbritannien GBR | Storbritannien GBR | Storbritannien GBR |
| ------------------ | ------------------ | ------------------ |
| Nr.                | Rytter             | Placering          |
| 8                  | Tom Pidcock        |                    |
| 8                  | Andrew Tennant     |                    |
| 8                  | Max Stedman        |                    |
| 8                  | Robert Scott       |                    |
| 8                  | Ed Clancy          |                    |

| Tyskland GER | Tyskland GER     | Tyskland GER |
| ------------ | ---------------- | ------------ |
| Nr.          | Rytter           | Placering    |
| 9            | Jonas Rapp       |              |
| 9            | Jason Osborne    |              |
| 9            | Miguel Heidemann |              |
| 9            | Lucas Carstensen |              |
| 9            | Jonas Koch       |              |

| Irland IRL | Irland IRL             | Irland IRL |
| ---------- | ---------------------- | ---------- |
| Nr.        | Rytter                 | Placering  |
| 10         | Christopher McGlinchey |            |

| Italien ITA | Italien ITA         | Italien ITA |
| ----------- | ------------------- | ----------- |
| Nr.         | Rytter              | Placering   |
| 11          | Domenico Pozzovivo  |             |
| 11          | Michele Scartezzini |             |
| 11          | Francesco Lamon     |             |

| Japan JPN | Japan JPN       | Japan JPN |
| --------- | --------------- | --------- |
| Nr.       | Rytter          | Placering |
| 12        | Fumiyuki Beppu  |           |
| 12        | Nariyuki Masuda |           |

| Norge NOR | Norge NOR               | Norge NOR |
| --------- | ----------------------- | --------- |
| Nr.       | Rytter                  | Placering |
| 13        | Jonas Iversby Hvideberg |           |
| 13        | Vidar Mehl              |           |
| 13        | Edvald Boasson Hagen    |           |

| New Zealand NZL | New Zealand NZL | New Zealand NZL |
| --------------- | --------------- | --------------- |
| Nr.             | Rytter          | Placering       |
| 14              | Ollie Jones     |                 |

| Polen POL | Polen POL             | Polen POL |
| --------- | --------------------- | --------- |
| Nr.       | Rytter                | Placering |
| 15        | Patryk Stosz          |           |
| 15        | Adam Stachowiak       |           |
| 15        | Wojciech Pszczolarski |           |
| 15        | Michał Kamiński       |           |
| 15        | Marceli Bogusławski   |           |
| 15        | Paweł Bernas          |           |

| Portugal POR | Portugal POR     | Portugal POR |
| ------------ | ---------------- | ------------ |
| Nr.          | Rytter           | Placering    |
| 16           | Carlos Salgueiro |              |
| 16           | Jorge Magalhães  |              |

| Sydafrika RSA | Sydafrika RSA | Sydafrika RSA |
| ------------- | ------------- | ------------- |
| Nr.           | Rytter        | Placering     |
| 17            | Ryan Gibbons  |               |
| 17            | Daryl Impey   |               |

| Schweiz SUI | Schweiz SUI  | Schweiz SUI |
| ----------- | ------------ | ----------- |
| Nr.         | Rytter       | Placering   |
| 18          | Lars Forster |             |

| Sverige SWE | Sverige SWE      | Sverige SWE |
| ----------- | ---------------- | ----------- |
| Nr.         | Rytter           | Placering   |
| 19          | Johan Norén      |             |
| 19          | Samuel Brännlund |             |
| 19          | Olof Åström      |             |

| USA USA | USA USA         | USA USA   |
| ------- | --------------- | --------- |
| Nr.     | Rytter          | Placering |
| 20      | Tanner Ward     |           |
| 20      | Cory Williams   |           |
| 20      | Tyler Williams  |           |
| 20      | Ryan Larson     |           |
| 20      | Jadon Jaeger    |           |
| 20      | Lawson Craddock |           |
| 20      | Holden Comeau   |           |
| 20      | Brian Hodges    |           |

| Østrig AUT | Østrig AUT      | Østrig AUT |
| ---------- | --------------- | ---------- |
| Nr.        | Rytter          | Placering  |
| 21         | Felix Ritzinger |            |
| 21         | Moran Vermeulen |            |